# Sisyrinchium hypsophilum
Sisyrinchium hypsophilum là một loài thực vật có hoa trong họ Diên vĩ. Loài này được I.M.Johnst. ex R.C.Foster mô tả khoa học lần đầu tiên vào năm 1948.